# 5-fluoro-uracil
5-fluoro-uracil (vaak afgekort tot 5-FU) is een heterocyclische verbinding die als cytostatisch geneesmiddel wordt gebruikt bij de behandeling van een aantal soorten kanker en voorstadia daarvan (pre-maligne aandoeningen). Het is een remmer van het enzym thymidylaatsynthase waardoor de aanmaak van thymidine, een essentieel bestanddeel voor het maken van DNA, wordt geremd.
5-fluoro-uracil zelf bezit geen antineoplastische activiteit. Deze activiteit ontstaat in het lichaam na enzymatische omzetting van 5-fluoro-uracil tot de gefosforyleerde vormen van 5-fluoro-uridine en 5-fluorodoxyuridine.
- In de dermatologie wordt het in de vorm van een crème (bijvoorbeeld Efudix[2]) als chemotherapie[3] gebruikt voor behandeling van bepaalde oppervlakkige huidtumoren en voorstadia daarvan.
- In de oncologie wordt het als infuus[4] toegediend bij verschillende tumoren, zoals alvleesklierkanker, borstkanker en darmkanker. Het voorschrijven zal, misschien met uitzondering van enkele huidaandoeningen, uitsluitend door de specialist plaatsvinden.

Het middel is teratogeen, ook bij mannen. Het Farmacotherapeutisch Kompas waarschuwt dan ook met de onderstaande tekst:
"Overig: Een vruchtbare vrouw of man dient adequate anticonceptieve maatregelen te nemen gedurende én tot ten minste zes maanden na de therapie. Informeer de patiënt op het potentiële risico voor de foetus indien zij toch zwanger wordt en overweeg genetische counseling."
De stof is opgenomen in de lijst van essentiële geneesmiddelen van de WHO.